# Iballa Ruano
Iballa Ruano Moreno, née en 1977 à Pozo Izquierdo (Espagne), est une windsurfeuse professionnelle espagnole. Elle possède dix titres mondiaux de windsurf et un titre mondial de stand up paddle.
En 2018, elle est la première personne à être double championne du monde dans deux sports différents (windsurf et stand up paddle).
Elle est la sœur jumelle de la windsurfeuse Daida Ruano Moreno.

## Parcours
Iballa Ruano Moreno est originaire de la localité de Pozo Izquierdo, sur l'île de la Grande Canarie en Espagne. Elle commence la pratique du windsurf à 17 ans (conjointement avec sa sœur jumelle Daida) en utilisant uniquement du matériel (voiles et planches) abandonné par les touristes sur leur spot. Elle est proclamée championne du monde pour la première fois à peine trois ans plus tard, à l'âge de 21 ans.
Avec sa sœur jumelle, elles accumulent 28 titres mondiaux de windsurf. Les deux sœurs sont pressenties pour recevoir le Prix national de Sports qu'attribue annuellement le Conseil supérieur des Sports en Espagne. Les sœurs Ruano Moreno se font nommer les Morenotwins (« jumelles Moreno » en anglais).

## Palmarès
- Championne du monde de la Professional Windsurfers Association (PWA) dans la modalité vagues (wave) : 1999, 2006, 2007, 2012, 2014, 2015, 2016 et 2017.
- Championne du monde de l'Association of Paddleboard Professionals (APP) dans la modalité vagues (wave) : 2018.